# Janice Meredith
Janice Meredith is een stomme film uit 1924 onder regie van E. Mason Hopper. De film is gebaseerd op het gelijknamige boek van Paul Leicester Ford.

## Verhaal

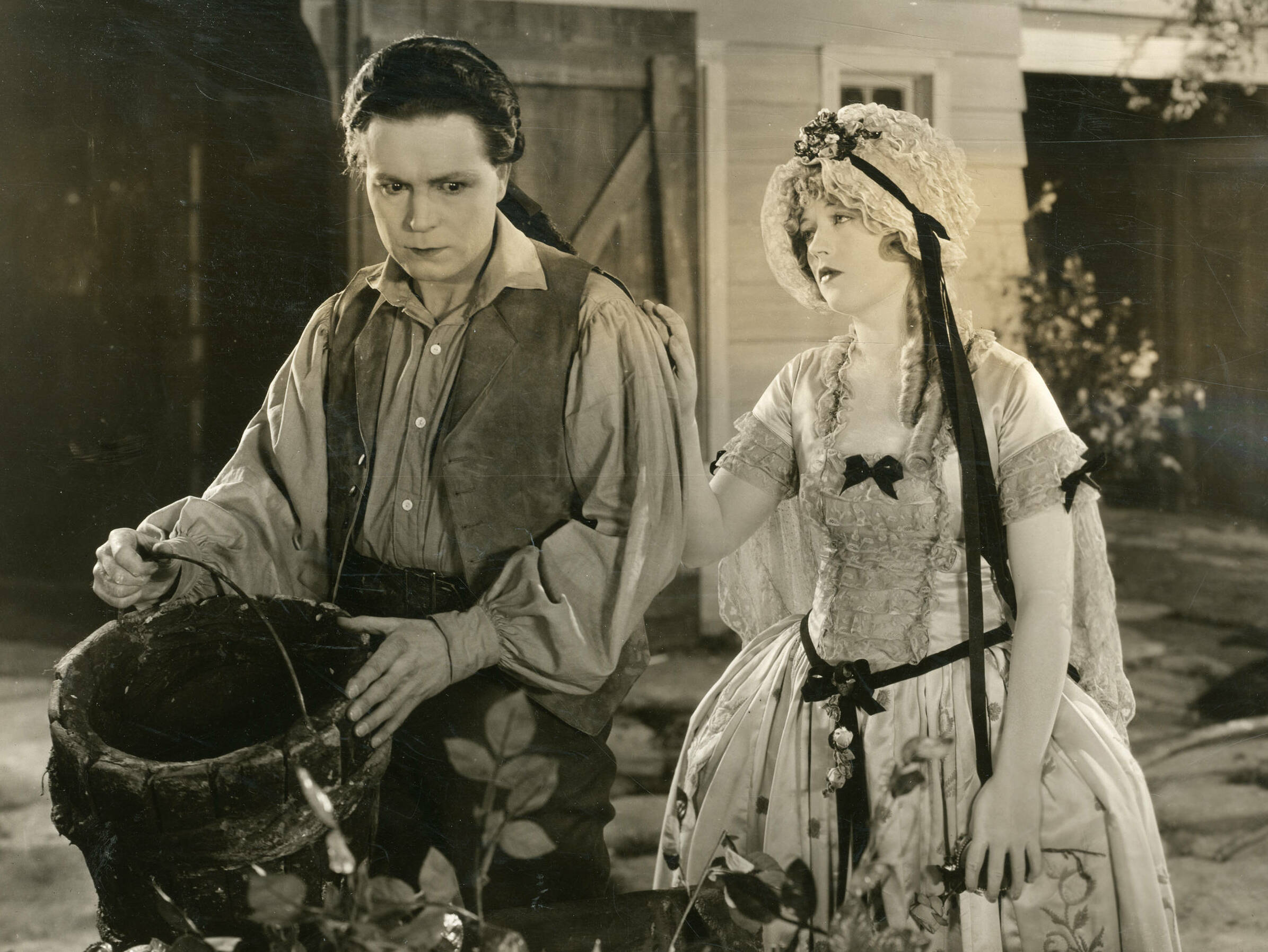
Harrison Ford, Marion Davies

De film speelt zich af in 1774, gedurende de Amerikaanse Onafhankelijkheidsoorlog. Janice Meredith groeit op in een rijke familie, maar wordt verliefd op de armoedige butler Charles Fownes. Charles is een ware rebel die een baan krijgt bij George Washington. Ondanks verschillen op politiek en sociaal gebied bloeit er een liefde op tussen de twee.

## Rolverdeling
| Acteur           | Personage         |
| ---------------- | ----------------- |
| Marion Davies    | Janice Meredith   |
| Harrison Ford    | Charles Fownes    |
| Macklyn Arbuckle | Squire Meredith   |
| Joseph Kilgour   | George Washington |
| George Nash      | Lord Howe         |
| Tyrone Power Sr. | Lord Cornwallis   |
| May Vokes        | Susie             |
| W.C. Fields      |                   |